# 1560
Il 1560 (MDLX in numeri romani) è un anno bisestile del XVI secolo.

## Eventi
- 9-14 maggio – Battaglia di Gerba: Un'alleanza cristiana viene sconfitta dall'Impero ottomano in uno scontro navale attorno all'isola di Gerba.
- Il calvinismo si diffonde in Francia e nei Paesi Bassi.
- Maggio - giugno – Battaglia di Okehazama
- Congiura dei Pucci – Pandolfo Pucci organizza un complotto per assassinare Cosimo I de' Medici. L'attentato viene scoperto e i principali cospiratori vengono giustiziati.
- Dicembre – Carlo IX diventa re di Francia, ma avendo solo dieci anni, il regno viene retto dalla madre Caterina de' Medici.
- A Ceuta, l'armata turca sconfigge la flotta spagnola.

## Nati

### Gennaio
- 17 gennaio - Gaspard Bauhin, botanico svizzero († 1624)
- 20 gennaio - Johannes Christoph Harpprecht, giurista tedesco († 1639)
- 29 gennaio - Scipione Dentice, compositore italiano († 1633)

### Marzo
- 13 marzo - Guglielmo Luigi di Nassau-Dillenburg, conte († 1620)
- 21 marzo - Paolo Emilio Sfondrati, cardinale e vescovo cattolico italiano († 1618)

### Aprile
- 27 aprile - Ascanio Colonna, cardinale e vescovo cattolico italiano († 1608)

### Maggio
- 5 maggio - Guido Pepoli, cardinale italiano († 1599)

### Giugno
- 25 giugno - Juan Sánchez Cotán, pittore e monaco cristiano spagnolo († 1627)
- 28 giugno - Giovanni Paolo Lascaris di Ventimiglia e Castellar, principe († 1657)

### Luglio
- 1º luglio - Charles III de Croÿ, nobile e militare belga († 1612)

### Agosto
- 5 agosto - Itō Ittōsai, samurai giapponese († 1653)
- 7 agosto - Erzsébet Báthory, nobildonna ungherese († 1614)
- 8 agosto - Pietro Durazzo, doge († 1631)
- 18 agosto - Maria di Gesù López de Rivas Martínez, religiosa spagnola († 1640)
- 19 agosto - James Crichton, scienziato, poeta e matematico scozzese († 1582)
- 28 agosto - Michel de Marillac, politico, giurista e economista francese († 1632)

### Settembre
- 4 settembre - Carlo I del Palatinato-Zweibrücken-Birkenfeld, nobile († 1600)
- 13 settembre - Benedetto da Urbino, presbitero e predicatore italiano († 1625)
- 19 settembre - Thomas Cavendish, navigatore, esploratore e corsaro inglese († 1592)

### Ottobre
- 17 ottobre - Ernesto Federico di Baden-Durlach, nobile tedesco († 1604)
- 29 ottobre - Cristiano I di Sassonia, principe († 1591)

### Novembre
- 3 novembre - Annibale Carracci, pittore italiano († 1609)
- 10 novembre - Giacomo Cenna, storico italiano
- 11 novembre - Alfonsino d'Este, nobile italiano († 1578)
- 14 novembre - Scipione di Manzano, umanista e letterato italiano († 1596)
- 22 novembre - Carlo d'Austria, nobile e militare austriaco († 1618)
- 28 novembre - Baltasar de Marradas, militare e politico spagnolo († 1638)

### Dicembre
- 3 dicembre - Jan Gruter, filologo, antiquario e storico fiammingo († 1627)
- 8 dicembre - Bernardino Stefonio, gesuita, umanista e drammaturgo italiano († 1620)
- 25 dicembre - Pietro Paolo Navarro, religioso italiano († 1622)

### Senza giorno specificato
- Ottavio Acquaviva d'Aragona, cardinale e arcivescovo cattolico italiano († 1612)
- Miquel Agustí, religioso spagnolo († 1630)
- Aegidius Albertinus, scrittore tedesco († 1620)
- Alessandro Allegri, letterato italiano († 1629)
- Ilario Altobelli, astronomo e religioso italiano († 1637)
- Diego Álvarez de Paz, religioso spagnolo († 1620)
- Felice Anerio, compositore italiano († 1614)
- Giulio Arese, nobile e politico italiano († 1627)
- Giovanni Balducci, pittore italiano
- Bartolomeo Agricola, religioso italiano († 1621)
- Bhagat Sunder, poeta e mistico indiano († 1610)
- Merga Bien, tedesca († 1603)
- Ali Bitchin, corsaro italiano († 1645)
- Giovanni Antonio Bovio, vescovo cattolico e teologo italiano († 1622)
- William Brade, compositore, violinista e gambista inglese († 1630)
- Giovanni Battista Brivio, vescovo cattolico italiano († 1621)
- Giulio Calvi, pittore italiano
- Bartolomeo Carducci, architetto e pittore italiano († 1608)
- Robert Carey, I conte di Monmouth, nobile e politico inglese († 1639)
- Giorgio X di Cartalia, re († 1606)
- Guillaume Catel, storico francese († 1626)
- Lazzaro Cattaneo, missionario italiano († 1640)
- Jan Karol Chodkiewicz, militare polacco († 1621)
- Giovanni Battista Ciotti, editore e tipografo italiano († 1625)
- Giovanna di Coesme, nobile francese († 1601)
- Andrea Commodi, pittore italiano († 1638)
- Oswald Croll, alchimista, medico e farmacista tedesco († 1609)
- Bernardo Cybo Clavarezza, doge († 1627)
- Felice Damiani, pittore italiano († 1608)
- Marco Antonio de Dominis, arcivescovo cattolico, teologo e scienziato dalmata († 1624)
- Federico De Franchi Toso, doge († 1630)
- Thomas Fairfax, I lord Fairfax di Cameron, militare, diplomatico e politico scozzese († 1640)
- Pedro Fernández de Castro, politico spagnolo († 1622)
- Furuta Shigekatsu, militare giapponese († 1606)
- Antonio Gandino, pittore italiano († 1631)
- Gerasimo I di Alessandria, arcivescovo ortodosso greco († 1636)
- Giovanni Gualtieri, vescovo cattolico italiano († 1619)
- Paolo Guidotti, pittore e scultore italiano († 1629)
- Thomas Harriot, astronomo, traduttore e matematico inglese († 1621)
- Francis Hastings, barone Hastings, nobile inglese († 1595)
- Valentin Haussmann, compositore tedesco († 1614)
- Kabayama Hisataka, militare giapponese († 1634)
- Ichijō Tadamasa, militare giapponese († 1580)
- Lieven de Key, architetto fiammingo († 1627)
- Kyōgoku Takatsugu, militare giapponese († 1609)
- Charles Le Beauclerc, politico e nobile francese († 1630)
- Antoine de Loménie, politico e diplomatico francese († 1638)
- Florence MacCarthy, militare e nobile irlandese († 1640)
- Beatriz de Menezes († 1603)
- John Minsheu, linguista e lessicografo inglese († 1627)
- Giovanni Niccolò, gesuita italiano († 1626)
- Robert Norman, marinaio britannico († 1596)
- Juan Domínguez Palermo, militare e politico spagnolo († 1635)
- Thomas Percy, politico inglese († 1605)
- Giovanni di Persia, diplomatico, scrittore e nobile persiano († 1604)
- Flaminio Ponzio, architetto italiano († 1613)
- Anton Praetorius, religioso e scrittore tedesco († 1613)
- Remigius van Rheni, pittore fiammingo
- Alonso de Ribera, militare spagnolo († 1617)
- Domenico Robusti, pittore italiano († 1635)
- Simão Rodrigues, pittore portoghese († 1629)
- Ivan Nikitič Romanov, nobile russo († 1640)
- Fabio Ronzelli, pittore italiano († 1630)
- Giovanni Battista Salvago, vescovo cattolico italiano († 1632)
- Giacomo Sannesio, cardinale e vescovo cattolico italiano († 1621)
- Margherita Sarrocchi, poetessa italiana († 1617)
- François Savary de Brèves, ambasciatore e orientalista francese († 1628)
- Jacques Savary de Lancosme, ambasciatore francese († 1627)
- Andrea Scutellari, pittore italiano
- Ksenija Ivanovna Šestova, nobile russa († 1631)
- Francesco Silva, scultore svizzero († 1643)
- Sebastião Rodrigues Soromenho, esploratore e cartografo portoghese († 1602)
- Suetsugu Motoyasu, militare giapponese († 1601)
- Bartolomeo Tortoletti, poeta e scrittore italiano († 1648)
- Anne Vavasour, nobildonna inglese († 1650)
- Fabrizio Verallo, cardinale e vescovo cattolico italiano († 1624)
- Francis Vere, militare inglese († 1609)
- Pirro I Visconti Borromeo, nobile, mecenate e militare italiano († 1604)
- Antonio Viviani, pittore italiano († 1620)
- Tobias Volckmer, orologiaio tedesco († 1629)
- Gaspar de Zúñiga, nobile spagnolo († 1606)
- Annibale d'Afflitto, arcivescovo cattolico italiano († 1638)
- Martin de Funes, religioso spagnolo († 1611)
- Anne de Joyeuse, nobile francese († 1587)
- Pedro de Oña, vescovo cattolico, filosofo e teologo spagnolo († 1626)
- Adriaen de Vries, scultore olandese († 1626)
- Baltazar Álvares, architetto e gesuita portoghese († 1630)

## Morti

### Gennaio
- 1º gennaio - Joachim du Bellay, poeta e umanista francese (n. 1522)
- 3 gennaio - Lelio Capilupi, poeta e scrittore italiano (n. 1497)
- 8 gennaio - Jan Łaski, teologo polacco (n. 1499)

### Febbraio
- 7 febbraio - Baccio Bandinelli, scultore e pittore italiano (n. 1488)
- 11 febbraio - Beltrán de la Cueva, politico e diplomatico spagnolo (n. 1478)
- 11 febbraio - Juan de Salazar, militare e esploratore spagnolo (n. 1508)
- 14 febbraio - Filippo I di Pomerania, duca tedesco (n. 1515)
- 16 febbraio - Jean du Bellay, cardinale, vescovo cattolico e diplomatico francese (n. 1492)
- 18 febbraio - Giacomo Bonelli, religioso italiano

### Marzo
- 3 marzo - Cristoforo Sabbadino, ingegnere italiano (n. 1489)
- 5 marzo - Pedro Pacheco Ladrón de Guevara, cardinale e vescovo cattolico spagnolo (n. 1488)
- 23 marzo - Giovanni Bressani, poeta e umanista italiano (n. 1489)

### Aprile
- 19 aprile - Filippo Melantone, umanista, teologo e astrologo tedesco (n. 1497)
- 21 aprile - Gabriel Mudaeus, giurista e docente fiammingo (n. 1500)
- 28 aprile - Andrea Moroni, architetto italiano

### Giugno
- 6 giugno - Virginio Ariosto, scrittore e religioso italiano (n. 1509)
- 11 giugno - Maria di Guisa, nobildonna francese (n. 1515)
- 11 giugno - Sakuma Morishige, militare giapponese
- 12 giugno - Imagawa Yoshimoto, militare giapponese (n. 1519)

### Luglio
- 8 luglio - Chōsokabe Kunichika, militare giapponese (n. 1503)
- 16 luglio - Girolamo Beccadelli di Bologna, vescovo cattolico italiano

### Agosto
- 4 agosto - Maeda Toshimasa, militare giapponese
- 7 agosto - Anastasija Romanovna Zachar'ina,  russa (n. 1530)
- 12 agosto - Diomede Carafa, cardinale e vescovo cattolico italiano (n. 1492)
- 14 agosto - Francesco Taverna, I conte di Landriano, politico e diplomatico italiano (n. 1488)
- 17 agosto - Braccio Martelli, vescovo cattolico italiano (n. 1501)
- 20 agosto - Bertoldo Farnese, condottiero italiano (n. 1516)

### Settembre
- 8 settembre - Amy Robsart, nobile inglese (n. 1532)
- 12 settembre - Giovanni Battista Modio, medico, filosofo e scrittore italiano
- 14 settembre - Anton Fugger, banchiere e mercante tedesco (n. 1493)
- 14 settembre - Simone II Ventimiglia, nobile, politico e militare italiano (n. 1529)
- 16 settembre - Gian Luigi Pascale, editore, traduttore e religioso italiano
- 25 settembre - Francis Talbot, V conte di Shrewsbury, nobile inglese (n. 1500)
- 29 settembre - Gustavo I di Svezia, sovrano (n. 1496)
- 30 settembre - Melchor Cano, teologo, filosofo e vescovo cattolico spagnolo (n. 1509)

### Ottobre
- 28 ottobre - Domenico Giunti, architetto, pittore e ingegnere italiano (n. 1505)

### Novembre
- 4 novembre - Guillaume du Choul, antiquario, umanista e numismatico francese
- 7 novembre - Petrus Lotichius Secundus, umanista e poeta tedesco (n. 1528)
- 10 novembre - Ippolito Boiardo, nobile
- 15 novembre - Domingo de Soto, presbitero, filosofo e teologo spagnolo (n. 1494)
- 25 novembre - Andrea Doria, ammiraglio, politico e nobile italiano (n. 1466)

### Dicembre
- 4 dicembre - Jean Bertrand, cardinale francese (n. 1482)
- 5 dicembre - Francesco II di Francia, re (n. 1544)
- 7 dicembre - Ernesto di Baviera, nobile tedesco (n. 1500)

### Senza giorno specificato
- Giacomo Daino, giurista e archivista italiano
- Isabella Boschetti, nobile italiano (n. 1500)
- Mansur Shah II di Pahang, sovrano malese
- Stańczyk, giullare polacco (n. 1480)
- Xu Zhonglin, scrittore cinese
- Aleksej Fëdorovič Adašev, politico russo
- Caspar Aquila, teologo tedesco (n. 1488)
- Gian Giacomo Adria, medico, umanista e storiografo italiano
- Heinrich Aldegrever, pittore, orafo e incisore tedesco (n. 1502)
- Antonio Badile, pittore italiano
- Jean du Barry, militare francese
- Giangirolamo Castiglioni, nobile e condottiero italiano
- Marcantonio Ceccaldi, scrittore, storico e politico italiano (n. 1521)
- Jean Cousin il Vecchio, pittore, incisore e scultore francese (n. 1490)
- Dodo Kuranosuke, militare giapponese
- Antonio Filonardi, vescovo cattolico italiano (n. 1490)
- Giandomenico Gagini, scultore italiano (n. 1503)
- Guidobaldo Gondi, banchiere italiano (n. 1486)
- Ippolito Gonzaga, condottiero italiano
- Gian Girolamo Grandi, scultore italiano (n. 1508)
- Sante Lombardo, scultore e architetto italiano (n. 1504)
- Jan Mandijn, pittore fiammingo (n. 1502)
- Camillo Mantuano, vescovo cattolico italiano
- Sébastien di Montfalcon, vescovo cattolico svizzero (n. 1489)
- Gian Paolo Pace, pittore italiano (n. 1528)
- Silverio Petrucci, vescovo cattolico italiano
- Alvise Priuli, nobile italiano
- Francesca Trivulzio, nobile italiana
- Cesare Turco, pittore italiano (n. 1510)
- Francesco Vecellio, pittore italiano
- Giano Vitale, teologo e poeta italiano (n. 1485)
- Agustín de Zárate, storico spagnolo (n. 1514)
- Jean-François de La Rocque de Roberval, militare e nobile francese
- Juan de Moncada y de Tolça, nobile, politico e militare spagnolo
- Camillo della Volpaia, orologiaio italiano (n. 1484)

## Calendario
| Calendario 1560 | Calendario 1560 | Calendario 1560 | Calendario 1560 | Calendario 1560 | Calendario 1560 | Calendario 1560 | Calendario 1560 | Calendario 1560 | Calendario 1560 | Calendario 1560 | Calendario 1560 | Calendario 1560 | Calendario 1560 | Calendario 1560 | Calendario 1560 | Calendario 1560 | Calendario 1560 | Calendario 1560 | Calendario 1560 | Calendario 1560 | Calendario 1560 | Calendario 1560 | Calendario 1560 | Calendario 1560 | Calendario 1560 | Calendario 1560 | Calendario 1560 | Calendario 1560 | Calendario 1560 | Calendario 1560 | Calendario 1560 | Calendario 1560 |
| --------------- | --------------- | --------------- | --------------- | --------------- | --------------- | --------------- | --------------- | --------------- | --------------- | --------------- | --------------- | --------------- | --------------- | --------------- | --------------- | --------------- | --------------- | --------------- | --------------- | --------------- | --------------- | --------------- | --------------- | --------------- | --------------- | --------------- | --------------- | --------------- | --------------- | --------------- | --------------- | --------------- |
|                 | 1               | 2               | 3               | 4               | 5               | 6               | 7               | 8               | 9               | 10              | 11              | 12              | 13              | 14              | 15              | 16              | 17              | 18              | 19              | 20              | 21              | 22              | 23              | 24              | 25              | 26              | 27              | 28              | 29              | 30              | 31              |                 |
| Gennaio         | Lu              | Ma              | Me              | Gi              | Ve              | Sa              | Do              | Lu              | Ma              | Me              | Gi              | Ve              | Sa              | Do              | Lu              | Ma              | Me              | Gi              | Ve              | Sa              | Do              | Lu              | Ma              | Me              | Gi              | Ve              | Sa              | Do              | Lu              | Ma              | Me              |                 |
| Febbraio        | Gi              | Ve              | Sa              | Do              | Lu              | Ma              | Me              | Gi              | Ve              | Sa              | Do              | Lu              | Ma              | Me              | Gi              | Ve              | Sa              | Do              | Lu              | Ma              | Me              | Gi              | Ve              | Sa              | Do              | Lu              | Ma              | Me              | Gi              |                 |                 |                 |
| Marzo           | Ve              | Sa              | Do              | Lu              | Ma              | Me              | Gi              | Ve              | Sa              | Do              | Lu              | Ma              | Me              | Gi              | Ve              | Sa              | Do              | Lu              | Ma              | Me              | Gi              | Ve              | Sa              | Do              | Lu              | Ma              | Me              | Gi              | Ve              | Sa              | Do              |                 |
| Aprile          | Lu              | Ma              | Me              | Gi              | Ve              | Sa              | Do              | Lu              | Ma              | Me              | Gi              | Ve              | Sa              | Do              | Lu              | Ma              | Me              | Gi              | Ve              | Sa              | Do              | Lu              | Ma              | Me              | Gi              | Ve              | Sa              | Do              | Lu              | Ma              |                 |                 |
| Maggio          | Me              | Gi              | Ve              | Sa              | Do              | Lu              | Ma              | Me              | Gi              | Ve              | Sa              | Do              | Lu              | Ma              | Me              | Gi              | Ve              | Sa              | Do              | Lu              | Ma              | Me              | Gi              | Ve              | Sa              | Do              | Lu              | Ma              | Me              | Gi              | Ve              |                 |
| Giugno          | Sa              | Do              | Lu              | Ma              | Me              | Gi              | Ve              | Sa              | Do              | Lu              | Ma              | Me              | Gi              | Ve              | Sa              | Do              | Lu              | Ma              | Me              | Gi              | Ve              | Sa              | Do              | Lu              | Ma              | Me              | Gi              | Ve              | Sa              | Do              |                 |                 |
| Luglio          | Lu              | Ma              | Me              | Gi              | Ve              | Sa              | Do              | Lu              | Ma              | Me              | Gi              | Ve              | Sa              | Do              | Lu              | Ma              | Me              | Gi              | Ve              | Sa              | Do              | Lu              | Ma              | Me              | Gi              | Ve              | Sa              | Do              | Lu              | Ma              | Me              |                 |
| Agosto          | Gi              | Ve              | Sa              | Do              | Lu              | Ma              | Me              | Gi              | Ve              | Sa              | Do              | Lu              | Ma              | Me              | Gi              | Ve              | Sa              | Do              | Lu              | Ma              | Me              | Gi              | Ve              | Sa              | Do              | Lu              | Ma              | Me              | Gi              | Ve              | Sa              |                 |
| Settembre       | Do              | Lu              | Ma              | Me              | Gi              | Ve              | Sa              | Do              | Lu              | Ma              | Me              | Gi              | Ve              | Sa              | Do              | Lu              | Ma              | Me              | Gi              | Ve              | Sa              | Do              | Lu              | Ma              | Me              | Gi              | Ve              | Sa              | Do              | Lu              |                 |                 |
| Ottobre         | Ma              | Me              | Gi              | Ve              | Sa              | Do              | Lu              | Ma              | Me              | Gi              | Ve              | Sa              | Do              | Lu              | Ma              | Me              | Gi              | Ve              | Sa              | Do              | Lu              | Ma              | Me              | Gi              | Ve              | Sa              | Do              | Lu              | Ma              | Me              | Gi              |                 |
| Novembre        | Ve              | Sa              | Do              | Lu              | Ma              | Me              | Gi              | Ve              | Sa              | Do              | Lu              | Ma              | Me              | Gi              | Ve              | Sa              | Do              | Lu              | Ma              | Me              | Gi              | Ve              | Sa              | Do              | Lu              | Ma              | Me              | Gi              | Ve              | Sa              |                 |                 |
| Dicembre        | Do              | Lu              | Ma              | Me              | Gi              | Ve              | Sa              | Do              | Lu              | Ma              | Me              | Gi              | Ve              | Sa              | Do              | Lu              | Ma              | Me              | Gi              | Ve              | Sa              | Do              | Lu              | Ma              | Me              | Gi              | Ve              | Sa              | Do              | Lu              | Ma              |                 |